# Wiktor Eichler

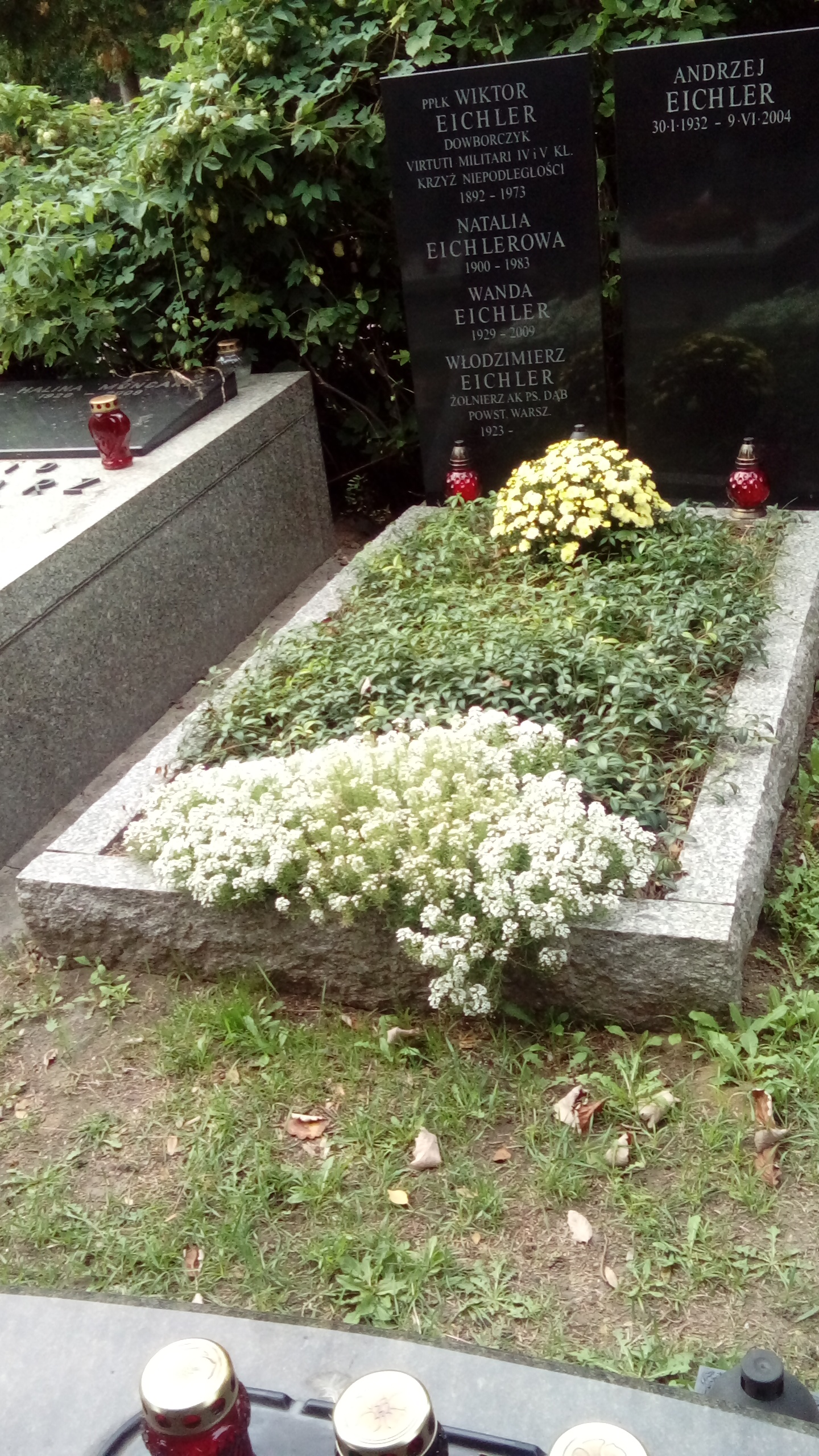
Grób rodziny Eichlerów na Powązkach Wojskowych

Wiktor Norbert Eichler (ur. 21 maja 1892 w Radomiu, zm. 20 marca 1973 w Warszawie) – podpułkownik piechoty Wojska Polskiego, kawaler Orderu Virtuti Militari.

## Życiorys
Urodził się 21 maja 1892 roku w Radomiu, w rodzinie Juliana i Władysławy z Szymańskich. Ukończył gimnazjum XI w Moskwie. Od 1911 roku działał w polskich organizacjach wojskowych, od 1916 roku w Brygadzie, następnie Dywizji Strzelców Polskich. Do Wojska Polskiego został przyjęty z byłej armii rosyjskiej i byłego I Korpusu Polskiego w Rosji. W czasie wojny z bolszewikami walczył w szeregach 26 pułku piechoty. Dowodząc II batalionem wyróżnił się męstwem 21 marca 1920 roku w obronie Zwiahla. 19 sierpnia 1920 roku został zatwierdzony z dniem 1 kwietnia 1920 roku w stopniu kapitana, w piechocie, w grupie oficerów byłych Korpusów Wschodnich i byłej armii rosyjskiej.
W czerwcu 1921 roku nadal służył 26 pp. 3 maja 1922 roku został zweryfikowany w stopniu majora ze starszeństwem z dniem 1 czerwca 1919 roku i 416. lokatą w korpusie oficerów piechoty, a jego oddziałem macierzystym był w dalszym ciągu 26 pp we Lwowie. 10 lipca tego roku został zatwierdzony na stanowisku dowódcy batalionu, a z dniem 10 sierpnia został przeniesiony do 60 pułku piechoty w Ostrowie Wielkopolskim na stanowisko dowódcy batalionu. W następnym roku był w tym pułku komendantem kadry batalionu zapasowego, stacjonującej w Pleszewie. W 1924 roku był dowódcą II batalionu 60 pp. W lutym 1925 roku został przydzielony do batalionu manewrowego w Rembertowie na stanowisko kwatermistrza. W sierpniu 1926 roku został przeniesiony do 26 pp we Lwowie na stanowisko kwatermistrza. W październiku tego roku został przesunięty na stanowisko dowódcy II batalionu. W listopadzie 1927 roku został przeniesiony do 9 pułku piechoty Legionów w Zamościu na stanowisko dowódcy II batalionu. 26 stycznia 1928 roku został mianowany podpułkownikiem ze starszeństwem z dniem 1 stycznia 1928 roku i 18. lokatą w korpusie oficerów piechoty. W kwietniu tego roku został przeniesiony do 45 pułku piechoty w Równem na stanowisko dowódcy III batalionu, a w listopadzie przesunięty na stanowisko kwatermistrza. W kwietniu 1929 roku został zatwierdzony na stanowisku zastępcy dowódcy tego pułku. W kwietniu 1934 roku został przeniesiony do 32 pułku piechoty w Modlinie na stanowisko dowódcy pułku. W 1938 roku został przydzielony do Komendy Rejonu Uzupełnień Kalisz na stanowisko komendanta rejonu uzupełnień. W sierpniu 1939 roku został dowódcą Dąbrowskiej Półbrygady Obrony Narodowej w Maczkach.
W czasie kampanii wrześniowej 1939 roku dowodził rezerwowym 204 pułkiem piechoty. 21 września, po rozwiązaniu pułku, dostał się do niemieckiej niewoli. Do końca wojny przebywał w Oflagu II C Woldenberg . Zmarł 20 marca 1973 roku w Warszawie. Został pochowany na Cmentarzu Wojskowym na Powązkach (kwatera 28CII-2-4).
Podpułkownik Eichler od 1 września 1921 roku był żonaty z Natalią z Marczyków (1900–1983), z którą miał syna Włodzimierza ps. „Dąb” (ur. 1923), powstańca warszawskiego, żołnierza Zgrupowania Bartkiewicz i 36 pułku piechoty Legii Akademickiej AK .

## Ordery i odznaczenia
- Krzyż Srebrny Orderu Wojskowego Virtuti Militari nr 4709[35][3]
- Krzyż Niepodległości (17 września 1932)[36]
- Krzyż Kawalerski Orderu Odrodzenia Polski[37]
- Złoty Krzyż Zasługi (19 marca 1936)[38][39]
- Medal Pamiątkowy za Wojnę 1918–1921[1]
- Medal Dziesięciolecia Odzyskanej Niepodległości[1]